# Bare Wires
Bare Wires je studiové album skupiny John Mayall's Bluesbreakers, na kterém hrál na kytaru Mick Taylor. Album bylo vydáno v roce 1968 na značce Decca Records. Toto album bylo posledním studiovým albem Johna Mayalla, které neslo jméno skupiny "Bluesbreakers". Album bylo též prvním Mayallovým albem, které se umístilo na 59. pozici v žebříčku americké hitparády Billboard 200.

## Pozadí
Na předchozím albu Bluesbreakers Crusade hrál kytarista Peter Green, který odešel založit Fleetwood Mac a byl nahrazen Mickem Taylorem. Na albu Bare Wires již nehrál Andy Fraser, který se později připojil ke skupině Free, byl zde nahrazen Tony Reevesem, zatímco bubeník Keef Hartley byl nahrazen Jonem Hisemanem.

## Obsazení
John Mayall's Bluesbreakers
- John Mayall – zpěv, harmonika, piano, harpsichord, varhany, harmonium, kytara

na skladbách 1 - 7 a 10 - 13:
- Mick Taylor – sólová kytara, havajská kytara
- Chris Mercer – tenorsaxofon, barytonsaxofon
- Dick Heckstall-Smith – tenor, sopránsaxofon
- Jon Hiseman – bicí, perkusy
- Henry Lowther – lesní roh, housle
- Tony Reeves – baskytara

- Peter Green – kytara na "Picture on the Wall" and "Jenny"
- Keef Hartley – bicí na "Picture on the Wall"

## Umístění v žebříčcích
| Žebříček (1968)                  | Nejvyšší umístění |
| -------------------------------- | ----------------- |
| UK (The Official Charts Company) | 3                 |
| Norway (VG-lista)                | 9                 |
| France (InfoDisc)                | 1                 |
| US Billboard 200                 | 59                |